# Liga Asobal 2018-19
La Liga ASOBAL 2018-19 fue la 29ª temporada de la máxima categoría del balonmano español masculino, la Liga Asobal. Participaron 16 equipos, entre ellos los dos ascendidos desde la División de Honor Plata: BM Alcobendas y DS Blendio Sinfín. Sin embargo, no contó con el BM Puerto Sagunto y el Club Balonmano Zamora, descendidos al quedar en los dos últimos lugares la temporada anterior.
El FC Barcelona Lassa volvió a ganar el título de liga por noveno año consecutivo, cediendo únicamente un empate ante el BM Logroño La Rioja a finales de marzo. Con este título el Barcelona se afianzó como el equipo con más títulos de la primera división española, contabilizando un total de veintiséis, dieciocho desde que se denomina Liga Asobal.

## Equipos
| - Barça Lassa - Frakin BM Granollers - Abanca Ademar León - Frigoríficos del Morrazo BM Cangas - BM Logroño La Rioja - Condes de Albarei Teucro - BM Benidorm - Ángel Ximénez Avia Puente Genil |  | - Bidasoa Irún - Quabit Guadalajara - Helvetia Anaitasuna - Liberbank Cuenca - BM Alcobendas (ascendido) - DS Blendio Sinfín (ascendido) - Bada Huesca - Recoletas Atlético Valladolid |  |

### Equipos por comunidad autónoma 2018/2019
| Comunidad Autónoma   | Nº de equipos | Equipos                                                       |
| -------------------- | ------------- | ------------------------------------------------------------- |
| Castilla y León      | 2             | Abanca Ademar León y Recoletas Atlético Valladolid            |
| Castilla-La Mancha   | 2             | Liberbank Cuenca y Quabit Guadalajara                         |
| Cataluña             | 2             | Fraikin BM Granollers y Barça Lassa                           |
| Galicia              | 2             | Frigoríficos del Morrazo BM Cangas y Condes de Albarei Teucro |
| Cantabria            | 1             | DS Blendio Sinfín                                             |
| Andalucía            | 1             | Ángel Ximénez Avia Puente Genil                               |
| Aragón               | 1             | Bada Huesca                                                   |
| La Rioja             | 1             | BM Logroño La Rioja                                           |
| Navarra              | 1             | Helvetia Anaitasuna                                           |
| País Vasco           | 1             | Bidasoa Irún                                                  |
| Comunidad Valenciana | 1             | BM Benidorm                                                   |
| Comunidad de Madrid  | 1             | BM Alcobendas                                                 |

## Clasificación
| | Equipo                                          | Puntos | J  | G  | E | P  | GF   | GC  | DIF  |
| --- | ----------------------------------------------- | ------ | -- | -- | - | -- | ---- | --- | ---- |
| 1 | Barça Lassa                                     | 59     | 30 | 29 | 1 | 0  | 1148 | 735 | 413  |
| 2 | Bidasoa Irun                                    | 45     | 30 | 21 | 3 | 6  | 792  | 707 | 85   |
| 3 | BM Logroño La Rioja                             | 42     | 30 | 18 | 6 | 6  | 895  | 816 | 79   |
| 4 | Abanca Ademar León                              | 37     | 30 | 17 | 3 | 10 | 819  | 753 | 66   |
| 5 | Fraikin BM. Granollers                          | 37     | 30 | 17 | 3 | 10 | 814  | 763 | 51   |
| 6 | Club Balonmano Huesca                           | 33     | 30 | 14 | 5 | 11 | 770  | 801 | -31  |
| 7 | Recoletas Atlético Valladolid                   | 33     | 30 | 15 | 3 | 12 | 869  | 859 | 10   |
| 8 | Liberbank Cuenca                                | 33     | 30 | 14 | 5 | 11 | 813  | 813 | 0    |
| 9 | BM. Benidorm                                    | 30     | 30 | 13 | 4 | 13 | 796  | 821 | -25  |
| 10 | Helvetia Anaitasuna                             | 25     | 30 | 11 | 3 | 16 | 805  | 829 | -24  |
| 11 | DS Blendio Sinfín                               | 24     | 30 | 10 | 4 | 16 | 786  | 860 | -74  |
| 12 | Quabit Guadalajara                              | 23     | 30 | 10 | 3 | 17 | 821  | 851 | -30  |
| 13 | Angel Ximenez Avia Puente Genil                 | 19     | 30 | 8  | 3 | 19 | 758  | 844 | -86  |
| 14 | Frigoríficos del Morrazo - Club Balonmán Cangas | 18     | 30 | 7  | 4 | 19 | 717  | 811 | -94  |
| 15 | Condes de Albarei Teucro                        | 13     | 30 | 5  | 3 | 22 | 792  | 945 | -153 |
| 16 | Secin Group BM Alcobendas                       | 9      | 30 | 4  | 1 | 25 | 733  | 920 | -187 |
| Fuente: Federación Española de Balonmano: Clasificación de la División de Honor Masculina (Liga Asobal); actualización automática |                                                 |        |    |    |   |    |      |     |      |